# Ole Mertz
Ole Martin Christoffer Mertz (1931-2017) var dansk gymnasielærer, elitebadmintonspiller og badmintonleder. Han spillede 12 landskampe for Danmark, deltog to gange på det danske Thomas Cup hold og vandt flere internationale mesterskaber, blev nordisk mester i herredouble og kom til semifinalen i All England ved flere lejligheder.

## Uddannelse og arbejdsliv
Han blev student fra Ordrup Gymnasium i 1950 og tog i 1957 eksamen som cand.mag. i engelsk og fransk.
Mertz var ansat i 43 år ved Øregård Gymnasium – først som vikar 1959-1961 efterfulgt af fastansættelse som adjunkt og senere som lektor frem til 2002.
Som pensionist var han ivrigt beskæftiget med at give gratis privatundervisning til gymnasieelever fra sin forhenværende arbejdsplads.

## Badmintonkarriere
På det sportslige område udmærkede Mertz sig som elitebadmintonspiller for Skovshoved Idrætsforening.
Han blev aldrig dansk mester, men nåede finalen adskillige gange.
I perioden 1955-1965 spillede han 12 landskampe for Danmark og deltog herunder to gange på det danske Thomas Cup hold ved finaler i Østen – ved 1955 Thomas Cup i Singapore, hvor Danmark nåede finalen mod Malaya (i dag: Malaysia) og ved 1958 Thomas Cup også i Singapore. Han vandt adskillige åbne internationale mesterskaber bl.a. i Sverige, Holland, Belgien og Schweiz, han nåede semifinalerne 4 gange ved All England mesterskaberne, og han blev nordisk mester i herredouble i 1964 sammen med Jesper Sandvad.  

## Badmintonleder
Mertz var leder i Skovshoved Idrætsforening i næsten et halvt århundrede, idet han var formand for klubbens badmintonafdeling i en ubrudt årrække fra 1951 til 2000. Fra og med 1953 beklædte han en række forskellige poster i Dansk Badminton Forbund (nu: ”Badminton Danmark”); han var i mange år frem til 1991 forbundets næstformand; i 1970-71 var han formand for forbundet.
Han var en forkæmper for amatørismen i dansk idræt og modstander af penge i sporten.
Han var dansk repræsentant i International Badminton Federation (nu: Badminton World Federation) og blev i 1969 indvalgt i føderationens bestyrelse, hvor han havde sæde i 10 år – de sidste 3 år som vicepræsident.
Han modtog følgende hædersbevisninger:
- Æresmedlem af Skovshoved Idrætsforening
- Gentofte Kommunes Idrætspris
- Æresmedlem af Badminton København
- Æresmedlem af Badminton Danmark
- Danmarks Idræts Forbunds Ærestegn
- Badminton Danmarks fortjensttegn
- Badminton World Federation’s Distinguished Service Award (2011)[7]

## Privatliv
Mertz blev født 26. november 1931 på Frederiksberg som søn af baneingeniør Peter Carl Linus Mertz (14. februar 1890 – 23. maj 1944) og geolog Ellen Louise Mertz, født Olsen (20. juli 1896 – 27. december 1987), der var bosiddende Teglgårdsvej 10 i Ordrup.  
Han indgik på et tidspunkt i et ægteskab, der var barnløst, og som blev opløst efter få år.
Han døde 15. februar 2017 i Skovshoved og blev bisat 23. februar 2017 fra Skovshoved Kirke.